# Enkeshui

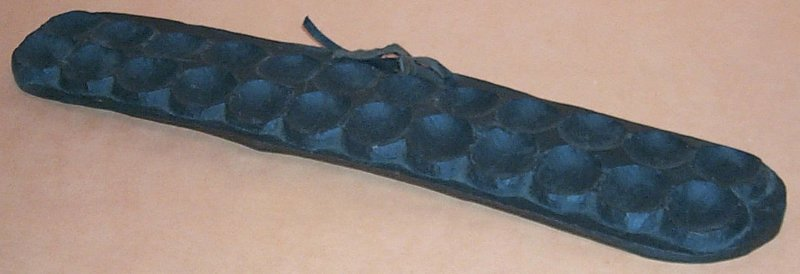
Tavoliere masai (per Enkeshui o Endodoi)

Lo Enkeshui o Engesho è un gioco da tavolo astratto della famiglia dei mancala, giocato dai Masai del Kenya e della Tanzania. È piuttosto simile ad altri mancala giocati nella stessa area geografica, e in particolare allo Layli Goobalay del Somaliland. Una versione semplificata di questo gioco è lo Ndoto giocato da un'altra popolazione dell'Africa sudorientale, i Kilinje.

## Regole

### Tavoliere e disposizione iniziale
Lo Enkeshui si può giocare su tavolieri di varie dimensioni; tutti hanno due file di buche (si tratta quindi di un "Mancala II") ma il numero di buche per fila può essere 8, 10 o 12; i semi sono sempre 48. Per l'Enkeshui, come per altri mancala tradizionali, non è facile stabilire se la disposizione iniziale faccia parte delle "regole" o sia data da un accordo fra i giocatori. In ogni caso, alcune disposizioni iniziali tipiche per tavolieri 2x12 e 2x8 rispettivamente sono le seguenti:
3 3 0 3 3 0 3 3 0 3 3 0
0 3 3 0 3 3 0 3 3 0 3 3
4 4 4 4 4 4 0 0
0 0 4 4 4 4 4 4
0 0 4 4 4 4 4 4
4 4 4 4 4 4 0 0

### La gara iniziale
Solitamente, il giocatore che deve giocare per primo viene scelto eseguendo una sorta di "gara di semina" che precede il gioco vero e proprio. I due giocatori partono prelevando i semi da una delle buche (le due buche sono scelte in posizioni simmetriche) e iniziano a "seminare" senza rispettare i turni, contemporaneamente. Il primo che arriva a conclusione della semina acquisisce il diritto di muovere per primo durante la partita vera e propria.

### Turno
Al proprio turno, il giocatore di turno preleva tutti i semi da una delle buche e li semina in senso antiorario. Lo scopo dei giocatori è quello di catturare il maggior numero di pezzi possibile. La semina, come in molti altri mancala, può avere diversi effetti a seconda della configurazione della buca in cui viene depositato l'ultimo seme:
- se l'ultimo seme viene depositato in una buca vuota nella fila avversaria, il turno termina;
- se l'ultimo seme viene depositato in una buca occupata (della fila del giocatore di turno o della fila avversaria), la semina procede a staffetta. Questa regola ammette però alcune eccezioni legate ai "tori" (vedi sotto);
- se, durante una semina, il giocatore attraversa completamente la fila avversaria, acquisisce (solo per quel turno) il diritto di eseguire eventuali semine successive (a staffetta) in senso orario o antiorario a sua scelta;
- se l'ultimo seme viene depositato in una buca vuota della fila del giocatore di turno, e la buca antistante non è vuota, il giocatore di turno cattura tutti i semi eventualmente presenti nella buca antistante e il proprio seme; i semi vengono tolti dal gioco e il turno termina. Se la buca avversaria è vuota, il giocatore di turno non cattura nulla (nemmeno il proprio seme) e passa la mano;
- in caso di cattura (vedi regola precedente), se la buca dove è stato deposto l'ultimo seme è seguita (in senso antiorario) da una sequenza ininterrotta di buche vuote ciascuna antistante a una buca avversaria occupata, allora vengono catturati i semi contenuti in tutte queste buche avversarie;
- come nel bao e in altri mancala, se la semina con cui si apre il turno di un giocatore non cattura, nessuna delle eventuali semine successive (iniziate per la regola della "staffetta") possono catturare;
- in alcuni casi viene accettato che i giocatori facciano una mossa "speciale" che consiste nel prendere i semi da due buche della propria fila e ridistribuirli liberamente (sempre all'interno della propria fila).

### I tori
Quando l'ultimo seme di una semina viene deposto in una buca che conteneva 3 semi, portando il numero totale a 4, la buca diventa un "toro" di proprietà del giocatore di turno (la soglia dei "4 semi" è importante in molti mancala). Un'altra condizione per creare un toro è che gli ultimi due semi di una semina cadano in due buche che contenevano 2 o 3 semi, o 3 e 2: entrambe le buche diventano tori del giocatore di turno.
I semi presenti in un toro non possono essere più rimossi. Qualsiasi semina che si conclude in un toro pone fine al turno del giocatore che sta seminando. Una semina che si conclude nella buca antistante a un toro, in condizioni che porterebbero a una cattura, pone fine al turno senza altri effetti.

### Fine del gioco
Il gioco termina quando uno dei due giocatori non possiede più pezzi nella propria file (a eccezione eventualmente dei pezzi contenuti in tori) e quindi non può più muovere. L'altro giocatore cattura immediatamente tutti i pezzi rimasti nella propria fila (esclusi i pezzi nei tori, che rimangono catture di chi ha realizzato il toro). Vince il giocatore che ha catturato più pezzi.

### Partite multiple
Come nel caso di molti altri mancala (per esempio il Congklak indonesiano e il Nsa Isong nigeriano), a Enkeshui si giocano spesso più partite consecutive. In ogni partita successive alla prima, i giocatori dispongono nelle proprie file solo i semi che hanno catturato nella partita precedente. Il giocatore che ha semi in eccesso terrà quelli che avanzano in mano, come "già catturati"; l'altro giocatore riempirà tutte le buche che può, partendo da quelle più a destra. Perde il giocatore che per primo si trova a non avere pezzi sufficienti per riempire nemmeno una buca.

## L'Enkeshui nella cultura Masai
L'Enkeshui viene considerato un gioco per soli uomini. Si ritiene che il numero delle buche e il numero di semi dell'Enkeshui abbiano una valenza simbolica nella cultura Masai. Il numero "48" (i semi del gioco) ha un valore propiziatorio. Le buche sono sempre in numeri pari; ai numeri pari i Masai attribuiscono una valenza "femminile", da cui si potrebbe ricavare un rafforzamento simbolico dell'atto del "seminare". Tuttavia si deve notare che i Masai, tradizionalmente nomadi e allevatori, non utilizzano per i "mancala" le tradizionali metafore derivate dall'agricoltura ("seminare", "granaio" e così via); i semi per loro sono "mucche", le buche "recinti" (boma), e le buche che contengono 4 semi sono dette "tori". Non casualmente, questa terminologia ricorda molto da vicino quella dell'Unee tugaluulax, un mancala giocato da un'altra popolazione di nomadi e allevatori di tutt'altra zona, i mongoli che vivono al confine fra Mongolia e Cina.
I pezzi sono generalmente di pietra, ma oggi non è raro che i Masai utilizzino pezzi di alluminio o di plastica. In entrambi i casi, c'è un processo di lavorazione: l'alluminio viene martellato fino a ottenere pezzi grosso modo sferici; la plastica viene scolpita con un coltello affilato fino ad assumere l'aspetto di un seme essiccato.
Una partita a Enkeshui è in genere un evento a cui partecipa un consistente gruppo di persone. Ogni giocatore appartiene a una squadra, che può decidere di sostituirlo se il suo modo di giocare viene giudicato poco efficace. Non è raro che le mosse vengano "tentate" su suggerimento di un giocatore e poi ritirate se la squadra non le approva; né che una mossa venga ritirata semplicemente perché chi l'ha fatta ha perso nel frattempo il consenso della propria squadra. Ancora più confusa diventa la manipolazione dei pezzi se si considera che da entrambe le parti non è raro che si provi a "barare" (muovere o catturare non rispettando le regole); in tal caso, è compito specifico della squadra avversaria rilevare il comportamento scorretto e, spesso, sono gli avversari stessi a rimettere a posto i pezzi spostati scorrettamente. Anche eventuali osservatori esterni (non appartenenti alle squadre) possono intervenire nel gioco in vari modi, e spesso piazzano scommesse sull'esito della partita. Ne risulta, come si potrà immaginare, una notevole confusione, che spesso rende difficile all'osservatore inesperto capire quali spostamenti siano in effetti mosse, quali siano ritrattazioni di una mossa, e come siano composte le squadre. Nella cultura Masai, saper giocare a Enkeshui vuol dire anche conoscere le dinamiche sociali che si accompagnano alla partita; entrare a far parte della rosa di iniziati che "sa come comportarsi" durante il gioco non è cosa semplice per i giovani Masai (o per gli osservatori occidentali).